# Diana Phillips
Diana Phillips est une productrice américaine.

## Filmographie
Comme productrice
- 1995 : Brooklyn Boogie
- 1996 : Bienvenue chez Joe
- 2001 : Nadia
- 2007 : Joyeuses Funérailles
- 2008 : Wild Child

Comme productrice exécutive
- 1992 : Bad Lieutenant
- 1993 : Daybreak
- 1995 : Smoke
- 2004 : Irrésistible Alfie

Comme coproducteur
- 1993 : Claude
- 1994 : I Like It Like That